# 佩利夫齊 (喬爾特基夫區)
49°0′18″N 25°34′48″E / 49.00500°N 25.58000°E
波利夫齊（烏克蘭語：Полівці）是位於烏克蘭西部泰爾諾皮爾州裏喬爾特基夫區的村莊，處於朱林河畔，始建於1939年，面積3.68平方公里，2001年人口1,002。